# Al-Washaq light tactical
Das Al-Washaq light tactical ist die Bezeichnung für eine jordanische leicht gepanzerte military all terrain vehicle-Familie, die in den 2010er-Jahren vom Rüstungsbetrieb King Abdullah II Design and Development Bureau entwickelt wurde.
Die geländegängigen 4×4-Fahrzeuge sind speziell für die Landschaften des Nahe Ostens konzipiert worden und vor allem als Einsatzfahrzeuge für Spezialeinheiten vorgesehen. Die Al-Washaq-Fahrzeugfamilie kann mit unterschiedlichen Waffen und Panzerungen ausgestattet werden. Die Bewaffnung reicht vom Maschinengewehr bis zur Panzerabwehrrakete. Die Motorisierung wird der Panzerung angepasst: die ungepanzerte Aufklärungsvariante ist mit einem Dieselmotor ausgestattet, der 27,2 PS erbringt.